# Robert Forhan
Robert "Bob" Forhan, född 27 mars 1936 i Newmarket i Ontario, död 3 juni 2018, var en kanadensisk ishockeyspelare som senare blev politiker.
Forhan blev olympisk silvermedaljör i ishockey vid vinterspelen 1960 i Squaw Valley.